# 道の駅馬瀬 美輝の里
道の駅馬瀬 美輝の里（みちのえき まぜ みきのさと）は、岐阜県下呂市馬瀬地区にある岐阜県道431号下山名丸線の道の駅である。
向かいに郷土料理レストラン「美津輝ー」（ミッキー）、隣接して自然体験施設「マウンテンライフ飛騨」がある。

## 施設
- 駐車場
  - 普通車：49台
  - 身障者用：1台
- トイレ（いずれも24時間利用可能）
  - 男：大 2器、小 4器
  - 女：5器
  - 身障者用：1器
- 公衆電話
- 温泉スタンド
- 農産品直販施設「さんまぜ工房」
- 南飛騨馬瀬川温泉「美輝の足湯」
- 花の森遊歩道

## 休館日
- 毎週水曜日（さんまぜ工房）

## アクセス
- 岐阜県道431号下山名丸線 - 登録路線

## 周辺
- 美輝の里ホテル美輝
- 岩屋ダム
- 馬瀬川
- レストラン「美津輝ー」
- アドベンチャー体験と語学教室「マウンテンライフ飛騨」